# Ban Khai (huyện)
Ban Khai (tiếng Thái: บ้านค่าย) là một huyện (amphoe) ở trung bộ của tỉnh Rayong, phía đông Thái Lan.
Ban Khai được lập làm huyện của tỉnh Rayong năm 1902.
Các huyện giáp ranh (từ phía tây theo chiều kim đồng hồ) là: Nikhom Phatthana, Pluak Daeng, Wang Chan và Mueang Rayong.

## Hành chính
Huyện được chia ra thành 7 phó huyện (tambon), các đơn vị này lại được chia thành 66 làng (muban). Ban Khai itself là một thị trấn (thesaban tambon) nằm trên một phần của tambon Ban Khai và Nong Lalok. Có 7 Tổ chức hành chính tamobon.
| STT. | Tên         | Tên Thái  | Số làng | Dân số |  |
| 1.   | Ban Khai    | บ้านค่าย    | 7       | 7.340  |  |
| 2.   | Nong Lalok  | หนองละลอก | 11      | 11.470 |  |
| 3.   | Nong Taphan | หนองตะพาน | 6       | 3.504  |  |
| 4.   | Ta Khan     | ตาขัน      | 9       | 7.237  |  |
| 5.   | Bang But    | บางบุตร    | 12      | 9.666  |  |
| 6.   | Nong Bua    | หนองบัว    | 11      | 12.040 |  |
| 7.   | Chak Bok    | ชากบก     | 10      | 7.657  |  |